# Fukushima (Hokkaido)
Fukushima (jap. 福島町 Fukushima-chō) – miasto w Japonii, w prefekturze Hokkaido, w podprefekturze Oshima. Według danych na rok 2020 miejscowość zamieszkiwało 3 794 mieszkańców , a gęstość zaludnienia wyniosła 20,3 os./km².